# 衛生福利部社會及家庭署
衛生福利部社會及家庭署（簡稱社家署）是中華民國衛生福利部所屬機關，負責老人、身心障礙者、婦女、兒童、少年福利及家庭支持等相關業務。

## 沿革
- 1947年4月22日，國民政府設社會部。
- 1948年，勞動部併入社會部。
- 1949年，社會部降為內政部社會司。

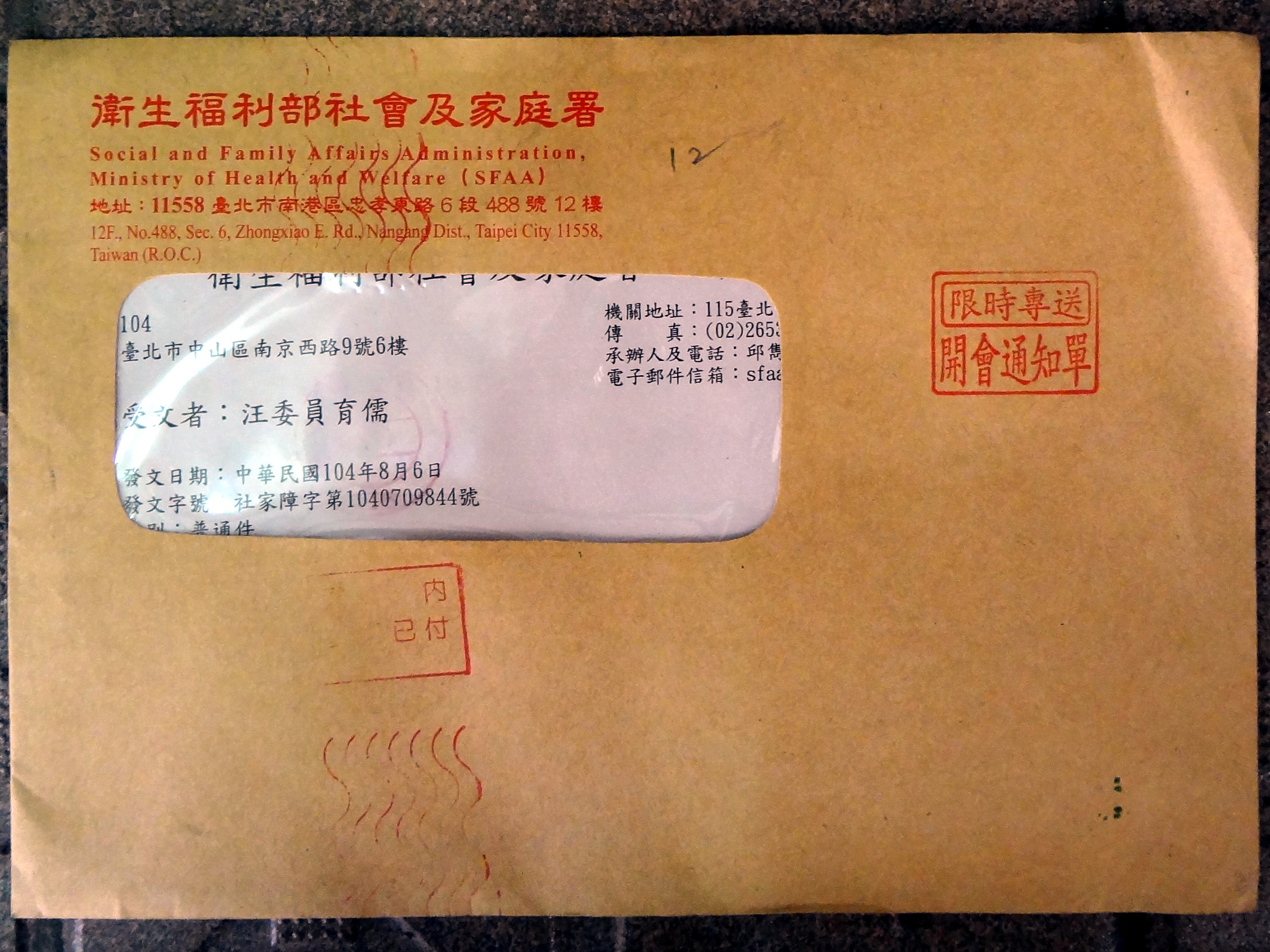
衛生福利部社會及家庭署公文封

- 1999年11月20日，於世界兒童日成立「內政部兒童局」。
- 2003年5月28日，制定公布《兒童及少年福利法》（2011年11月30日改為《兒童及少年福利與權益保障法》）。9月1日，內政部少年福利業務併入兒童局。
- 2013年6月19日制定《衛生福利部社會及家庭署組織法》。7月23日，隨行政院衛生署改組升格為衛生福利部，整合內政部社會司的社會福利業務而改制為「衛生福利部社會及家庭署」，原兒童與少年保護業務（保護重建、防治輔導組）則改由衛生福利部保護服務司負責；原內政部兒童局局址改為台中辦公室。
- 2014年6月9日，署本部由中央聯合辦公大樓南棟搬遷至衛生福利大樓。

## 歷任首長
| 任別                        | 姓名              | 就職時間          | 卸任時間          |                   |                   |                   |                   |                   |                   |                   |                   |
| 內政部兒童局 局長           | 內政部兒童局 局長 | 內政部兒童局 局長 | 內政部兒童局 局長 | 內政部兒童局 局長 | 內政部兒童局 局長 | 內政部兒童局 局長 | 內政部兒童局 局長 | 內政部兒童局 局長 | 內政部兒童局 局長 | 內政部兒童局 局長 | 內政部兒童局 局長 |
| --------------------------- | ----------------- | ----------------- | ----------------- | ----------------- | ----------------- | ----------------- | ----------------- | ----------------- | ----------------- | ----------------- | ----------------- |
| 1                           | 劉邦富            | 1999年11月20日    | 2002年7月31日     |                   |                   |                   |                   |                   |                   |                   |                   |
| 2                           | 黃碧霞            | 2002年8月1日      | 2008年3月10日     |                   |                   |                   |                   |                   |                   |                   |                   |
| 3                           | 簡慧娟            | 2008年3月11日     | 2010年3月21日     |                   |                   |                   |                   |                   |                   |                   |                   |
| 4                           | 張秀鴛            | 2010年3月22日     | 2013年7月22日     |                   |                   |                   |                   |                   |                   |                   |                   |
| 衛生福利部社會及家庭署 署長 |                   |                   |                   |                   |                   |                   |                   |                   |                   |                   |                   |
| 1                           | 簡慧娟            | 2013年7月23日     | 2024年7月16日     |                   |                   |                   |                   |                   |                   |                   |                   |

## 組織
- 署長一人，職務列簡任第十三職等
  - 副署長二人，職務列簡任第十二職等
    - 主任秘書，職務列簡任第十一職等

行政業務單位
- 秘書室
- 人事室
- 政風室
- 主計室
- 婦女福利及企劃組
- 老人福利組
- 兒少福利組
- 家庭支持組
- 身心障礙福利組

## 主管機關

### 社會局處列表
| - 臺北市政府社會局 - 新北市政府社會局 - 桃園市政府社會局 - 臺中市政府社會局 - 臺南市政府社會局 - 高雄市政府社會局 | - 基隆市政府社會處 - 新竹市政府社會處 - 嘉義市政府社會處 - 苗栗縣政府社會處 - 南投縣政府社會處 - 彰化縣政府社會處 - 新竹縣政府社會處 - 雲林縣政府社會處 - 嘉義縣社會局 - 屏東縣政府社會處 - 宜蘭縣政府社會處 - 花蓮縣政府社會處 - 臺東縣政府社會處 - 澎湖縣政府社會處 - 金門縣政府社會處 - 連江縣民政社會處 |

## 代管機構
衛生福利部附屬醫療及社會福利機構管理會推託代管
- 北部兒童之家
- 中部兒童之家
- 南部兒童之家
- 少年之家
- 北部老人之家
- 中部老人之家
- 南部老人之家
- 東部老人之家
- 澎湖老人之家
- 彰化老人養護中心
- 雲林教養院
- 南投啟智教養院
- 臺南教養院

### 引用
1. ↑  署長簡介 （页面存档备份，存于）.衛生福利部社會及家庭署.103-02-20
2. ↑  組織架構 （页面存档备份，存于）.衛生福利部社會及家庭署.103-02-21
3. ↑  .   [2020-05-24]. （原始内容存档于2019-11-03）.
4. ↑  .   [2020-05-24]. （原始内容存档于2021-04-22）.
5. ↑  .   [2020-05-24]. （原始内容存档于2021-04-27）.
6. ↑  .   [2020-05-24]. （原始内容存档于2021-03-09）.
7. ↑  .   [2020-05-24]. （原始内容存档于2016-10-23）.
8. ↑  .   [2020-05-24]. （原始内容存档于2021-04-30）.
9. ↑  .   [2020-05-24]. （原始内容存档于2021-03-09）.
10. ↑  .   [2020-05-24]. （原始内容存档于2021-04-13）.
11. ↑  .   [2020-05-24]. （原始内容存档于2021-05-12）.
12. ↑  .   [2020-05-24]. （原始内容存档于2021-03-09）.
13. ↑  .   [2020-05-24]. （原始内容存档于2021-04-12）.
14. ↑  .   [2020-05-24]. （原始内容存档于2021-05-07）.
15. ↑  .   [2020-05-24]. （原始内容存档于2021-04-13）.
16. ↑  .   [2020-05-24]. （原始内容存档于2021-03-09）.
17. ↑  .   [2020-05-24]. （原始内容存档于2020-11-30）.
18. ↑  .   [2020-05-24]. （原始内容存档于2021-04-22）.
19. ↑  .   [2020-05-24]. （原始内容存档于2021-05-03）.
20. ↑  .   [2020-05-24]. （原始内容存档于2021-03-09）.
21. ↑  .   [2020-05-24]. （原始内容存档于2021-03-09）.
22. ↑  .   [2020-05-24]. （原始内容存档于2021-03-09）.
23. ↑  .   [2020-05-24]. （原始内容存档于2021-03-09）.
24. ↑  .   [2024-01-01]. （原始内容存档于2021-05-06）.

## 外部連結
- 衛生福利部社會及家庭署全球資訊網 （页面存档备份，存于）（繁體中文）（英文）
- 衛生福利部社會及家庭署的Facebook專頁
- YouTube上的衛生福利部社會及家庭署頻道